# 普林岑莫尔
普林岑莫尔（德語：Prinzenmoor）是德国石勒苏益格－荷尔斯泰因州的一个市镇。总面积5.60平方公里，总人口193人，其中男性102人，女性91人（2011年12月31日），人口密度34人/平方公里。